# Leonor de Anjou
Leonor de Anjou (em italiano:  Eleonora; Nápoles, agosto de 1289 – Mosteiro de São Nicolas de Arena, 9 de agosto de 1341) foi rainha consorte da Sicília pelo seu segundo casamento com Frederico II da Sicília.

## Família

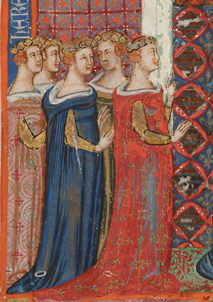
Leonor com as suas irmãs: Margarida, Branca, Maria e Beatriz na Bíblia de Nápoles.

Leonor foi a terceira filha e décima primeira criança nascida do rei Carlos II de Nápoles e de Maria da Hungria.
Os seus avós paternos foram Carlos I, Conde de Anjou e rei da Sicília e Beatriz da Provença. Os seus avós maternos foram Estêvão V da Hungria e Isabel da Cumânia.
Ela teve quatorze irmãos, entre eles: Carlos Martel de Anjou, rei titular da Hungria e Croácia, marido de Clemência de Habsburgo; Margarida, esposa do conde Carlos de Valois, o bispo Luís de Tolosa; o rei Roberto I de Nápoles, o príncipe Filipe I de Tarento; Branca, rainha de Aragão e Sicília como esposa de Jaime II de Aragão; Raimundo Berengário, conde de Andria; Maria, rainha consorte de Sancho de Maiorca; o conde Pedro Tempesta, o duque João de Durazzo; Beatriz, primeiro esposa de Azo VIII de Este, marquês de Ferrara, e depois de Bertrando III de Baux, etc.

## Biografia
Em 1299, quando tinha apenas aproximadamente 10 anos de idade, Leonor se casou com Filipe de Toucy, príncipe titular de Antioquia e senhor de Terza. Ele era filho de Narjor de Toucy, senhor de Terza e de Lúcia de Antioquia. Contudo, devido à minoridade de ambos, o casamento foi anulado por bula papal em 17 de janeiro de 1300, pelo Papa Bonifácio VIII.
Em 1302, Leonor foi considerada como possível noiva do infante Jaime, filho de Jaime II de Maiorca. 
O seu segundo casamento, desta vez com o rei Frederico, aconteceu em maio de 1303, na cidade de Messina, graças ao Tratado de Caltabellotta, assinado em 31 de agosto de 1302, com o objetivo de encerrar a Guerra das Vésperas Sicilianas entre as Casas Anjou, da parte do pai de Leonor, e Barcelona, da parte de seu noivo, que lutavam pelo controle do Mediterrâneo, especialmente nas regiões da Sicília e Mezzogiorno. Segundo o acordo, Leonor recebia do pai a Sicília como o seu dote durante a vida de seu marido, após o qual o reino retornaria ao seu pai, Carlos, e aos seus herdeiros. Frederico era filho de Pedro III de Aragão e de Constança de Hohenstaufen. O seu marido lhe deu o Castelo de Avola, as cidades de Siracusa, Lentini, Mineo, Vizzini, Paternò, Castiglione, Francavilla e o solar de Val di Stefano di Briga, cujo governo e a administração lhe correspondeu desde então.  
Antes de casar com Leonor, porém, Frederico esteve noivo de Catarina de Courtenay, imperatriz latina de Constantinopla. Ele tinha prometido renunciar os seus direitos à Sicília e auxiliar na reconquista do Império Latino, porém, sua proposta encontrou oposição por parte do rei Filipe IV de França, e o noivado foi terminado. Leonor era prima de Catarina através de Carlos I, Conde de Anjou, avô paterno de Leonor e materno de Catarina.
O tratado dividiu o antigo Reino da Sicília entre a porção insular e peninsular. A ilha, também chamada de Reino de Trinacria passou a ser domínio de Frederico II que já o governava, e o Mezzogiorno, que à época era chamado de Reino da Sicília, mas hoje conhecido como Reino de Nápoles, foi para Carlos II, que já o governava. Assim, o tratado serviu para reconhecer e formalizar o status quo dos reinos.
A rainha tentou atuar como mediadora entre o marido e o irmão quando ambos reabriram a guerra em 1312, tanto por iniciativa própria quanto por apelos de Jaime II de Aragão e do Papa, mas não obteve sucesso. Ela também falhou em 1325, quando tentou mediar com seu sobrinho Carlos da Calábria, que havia atacado a Sicília, e em 1329, quando a pedido do Papa João XXII, tentou estabelecer a paz entre a Sicília de um lado e Nápoles e a Igreja, por outro, ou a nova tentativa de 1333. Após a morte do marido, o rei, em 25 de junho de 1337, tentou ter uma maior intervenção nos assuntos do governo, mas colidiu com a mesma ambição da nora, Isabel da Caríntia; ambas dependiam de clãs nobres conflitantes, Leonor nos Chiaramontes e Isabel nos Palizzi, o que não melhorou a estabilidade interna. Depois de outra tentativa de mediação entre o filho e o Papa Bento XII, também fracassada, retirou-se para um convento. Ela concordou com o marido em uma espiritualidade franciscana e em seu desejo de reformar a Igreja; Leonor era uma grande protetora de igrejas e mosteiros.  
O rei e a rainha tiveram nove filhos, cinco meninos e quatro meninas.
Ela faleceu em 9 de agosto de 1341, no Mosteiro de São Nicolas de Arena, na Catânia, e foi enterrada no Mosteiro Franciscano da comuna siciliana.

## Descendência
- Pedro II da Sicília (1304 - 15 de agosto de 1342), sucessor do pai reconhecido pelo parlamento siciliano, contrariando o tratado de paz assinado anteriormente. Foi casado com Isabel da Caríntia, com quem teve nove filhos;
- Rugiero, morreu jovem;
- Constança (1306 - após 19 de junho de 1344), foi casada três vezes: primeiro com Henrique II do Chipre, depois com Leão IV da Armênia, e por fim, foi esposa de João de Lusinhão. Não deixou descendência;
- Manfredo de Atenas (1207 - 9 de novembro de 1317), foi nomeado duque de Atenas pelo seu pai, mas nunca visitou o ducado;
- Isabel da Sicília (1310 - 21 de março de 1349), foi casada com o duque Estêvão II da Baviera, com quem teve quatro filhos;
- Guilherme II de Atenas (1312 - 22 de agosto de 1338), sucessor do imrão como duque. Foi o primeiro marido de María Álvarez de Jérica, mas não teve filhos;
- João II de Aragão, marquês de Randazzo (abril ou maio de 1317 - 3 de abril de 1348), sucessor do irmão como duque de Atenas e Neopatria, embora nunca tenha visitado o território. Foi casado com Cesarina ou Cesareia Lancia, e teve três filhos;
- Catarina (n. 1320), abadessa de Santa Clara em Messina;
- Margarida, Condessa Palatina do Reno (1331 - 1377), esposa do conde Rodolfo II do Palatinado. Sem descendência.